# Che Guevara (película de 2005)
Che Guevara es una película estadounidense de 2005, dirigida por Josh Evans, con Eduardo Noriega, Sônia Braga, Paula Garcés, Enrico Lo Verso, Sergio d'Amato en los roles principales.

## Argumento
La trama cubre el período desde el desembarco del Granma, de Sierra Maestra, hasta la llegada triunfal a La Habana. 